# Казнь Александра Мациевского
6 марта 2023 года в Интернете появилось видео, на котором была запечатлена казнь украинского военнопленного Александра Мациевского российскими солдатами во время боёв за Бахмут в ходе российского вторжения на территорию Украины. На видео — безоружный солдат, который курит сигарету и произносит «Слава Украине», а затем в него стреляют из автоматического оружия с нескольких сторон. Изначально 30-я механизированная бригада ошибочно назвала жертвой другого человека, а видео убийства было распространено в социальных сетях. В более поздних сообщениях появилось имя Мациевского. Окончательное подтверждение личности убитого было сделано СБУ 12 марта 2023 года.

## Убийство
6 марта 2023 года из опубликованного в Интернете 12-секундного видео стало известно об убийстве неизвестного на тот момент пленного солдата в украинской камуфляжной форме, который без оружия стоял в неглубоком окопе в зимнем лесу и спокойно курил. После того, как он произнес «Слава Украине», с нескольких сторон стали слышны залпы автоматического оружия и видны выстрелы в пленного, который падает. После этого были слышны голоса на русском языке, говорящие: «Сдохни, сука». Перед убийством его предположительно заставили вырыть себе могилу, на видео он в яме, а сзади лежит лопата.

## Жертва
Расследователи по открытым источникам, пытаясь установить имя жертвы, изначально предложили более шести вариантов.
7 марта военнослужащий был впервые предположительно идентифицирован украинскими официальными лицами как Тимофей Николаевич Шадура из 30-й механизированной бригады и который числится пропавшим без вести с 3 февраля в районе села Зализнянское (Соледарская городская община, Донецкая область). BBC News Ukrainian поговорила с членом семьи, который, похоже, узнал его. Женщина, назвавшаяся сестрой солдата, заявила, что её брат «определённо мог так противостоять русским» и что «он никогда в жизни не скрывал правды и точно не стал бы скрывать её перед врагом».
По состоянию на 10 марта 2023 года жертвой мог быть Шадура или Мациевский. Александр Игоревич Мациевский, 42-летний украинский солдат, отправленный в Бахмут в ноябре и также пропавший без вести, оставался вероятной альтернативой из-за контекстуального и визуального сходства. Мациевский исчез ранее и был с такими же повязками, как у расстрелянного солдата. Товарищи Мациевского из сил территориальной обороны сообщили, что его группа из 4 солдат пропала без вести 30 декабря 2022 года после неудачной контратаки на окраине Соледара. Тело Мациевского, сильно поврежденное выстрелами, было обменено в январе, к февралю возвращено в родное село и сейчас погребено в Нежине, где он работал электриком. Местный мэр, семья Мациевского и другие утверждают, что узнали его на видео.
Несмотря на призывы посмертно признать Шадуру или Мациевского украинским героем, люди в селах Шадуры и Мациевского призывали к осторожности и ждут судебно-медицинских экспертиз и официальных заключений.
12 марта 2023 года СБУ на основании заключения судебной портретной экспертизы подтвердила личность убитого — им оказался Александр Мациевский.

## Реакция
Россия публично не осудила казнь и продолжает отрицать любые военные преступления во время вторжения на Украину. 13 марта 2022 года Министерство иностранных дел и европейской интеграции Молдовы осудило убийство и назвало его военным преступлением и нарушением международного права.